# Naét
Naét è una parola dialettale dell'area sebina (lago d'Iseo, province di Brescia e Bergamo) che identifica una caratteristica imbarcazione affusolata e dal fondo piatto che ricorda nei tratti essenziali la gondola e altre imbarcazioni veneziane, in particolare la mascareta. È stato utilizzato anticamente e fino al XX secolo quale barca da pesca, mossa prima a remi (Voga in Piedi) ed in seguito, con il taglio della coda, a motore. Era costruita di norma con l'essenza di castagno selvatico, relativamente resistente e poco danneggiabile dall'acqua. In tempi più recenti, anche se molto di rado vista l'esiguità dei nuovi esemplari, sono state adottate modalità più moderne come l'impiego di legno di mogano, di compensati marini, di vetroresina.
Il naèt si presta, con piccole variazioni strumentali, alla Voga in Piedi di coppia o singola. La voga su queste barche, in entrambe le varianti di coppia e singolo, risulta di apprendimento meno immediato del canottaggio vista la difficoltà di apprendere l'equilibrio sul mezzo e di coordinare la spinta per direzionare la barca. Essendo infatti questa dotata di fondo piatto, risulta molto sensibile e se non condotta con abilità esce rapidamente di traiettoria.

## Uso sportivo

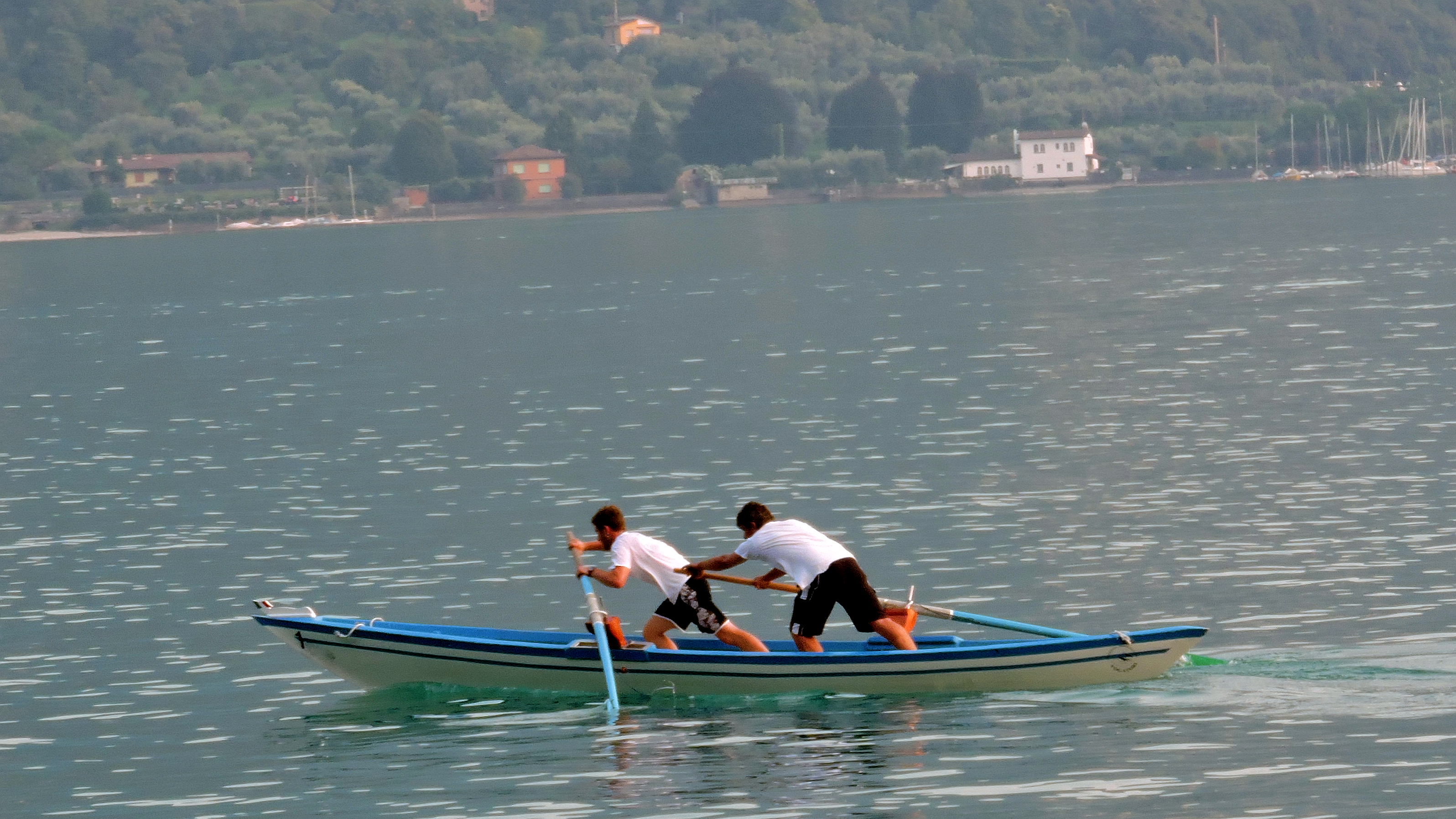
Due rematori presso Monte Isola

Attualmente l'impiego quale barca da pesca è in netto declino, infatti solamente pochi anziani continuano a servirsene a tale scopo. Più rilevante invece l'utilizzo quale imbarcazione sportiva, con opportuni adattamenti, sulla quale si rema in coppia stando in posizione eretta. Imbarcazioni analoghe, anche se diverse nelle fattezze, esistono sul lago di Garda (gondolino gardesano e bissa) oltre che sulle coste adriatiche adiacenti a Venezia.

## Specifiche tecniche
Il naét da competizione è lungo oltre 7,7 m, largo nel punto massimo 1,3 m (0,80 sul fondo) e ha un peso minimo piuttosto elevato, fissato attorno ai 216 kg, dato lo spesso fasciame in legno (larice o mogano) che sostiene il guscio esterno in vetroresina. A causa del peso elevato e delle dimensioni piuttosto considerevoli, questo genere di imbarcazione è relativamente poco veloce e richiede molta forza nella voga. Ha pescaggio molto limitato, grazie appunto al fondo piatto, e sponda piuttosto alta, che lo rende idoneo all'impiego anche con condizioni meteorologiche non troppo favorevoli. Anche nel naèt da competizione, per sottolinearne il carattere tradizionale, sono state mantenute per intero la pavimentazione interna e le coperture di prua e poppa.

## Remi
I remi sono in legno, lunghi circa 4,30 mt, piuttosto pesanti, con la pala ancorata al palo mediante una apposita ghiera metallica e viti. La pala è lunga e stretta, spiovente nel senso della remata, è abbastanza  faticosa da estrarre dall'acqua al termine della "passata in acqua" prima di cominciare la "ripresa". Vengono ancorati allo scalmo, costituito da un chiodo d'acciaio piantato nella "galiurna", mediante un anello, anticamente in salice, poi sostituito da una fascia di teflon tornito e legati allo stesso chiodo  tramite un filo fissato alla pala, al chiodo ed alla fascia interna dell'imbarcazione.

## Associazioni
Esistono associazioni sportive in alcuni paesi del lago d'Iseo (Gruppo Vogatori Paratico, G.S. Clusanina, Giovani Vogatori Clusanesi, Polisportiva Montisola2002, Amici del Naèt Tavernola, il gruppo di Predore e il Naét Sarnek di Sarnico) che raccolgono amatori di questa disciplina e gare di differente tipologia (velocità, a boe, resistenza) dedicate all'imbarcazione, che si svolgono nel periodo estivo.
Nonostante la pubblicistica e le modalità in cui si svolgono le gare siano folcloristiche, la Voga in Piedi rappresenta una vera e propria disciplina sportiva che richiede continuo allenamento e un lungo "apprendistato tecnico". Negli ultimi tempi il naèt si sta mutando in "barca scuola", impiegato nelle competizioni locali e per la formazione dei giovani vogatori, prestandosi allo scopo in quanto barca stabile, sicura e dotata di remi legati. Queste caratteristiche la rendono infatti idonea alla formazione dei nuovi atleti per l'accesso a campionati sovralocali con imbarcazioni più tecniche e sviluppate in senso sportivo.

## Competizioni
Il campionato Naèt d'or si volge annualmente a partire dal 1989 nel periodo estivo tra i vogatori delle associazioni, Predore, Tavernola e Giovani Vogatori Clusanesi. Montisola (Polisportiva Monte Isola 2002), Paratico (Gruppo Vogatori Paratico) e  (G. S. Clusanina) indicono invece annualmente un proprio e più numeroso campionato denominato "Remo del Sebino", patrocinato dalla Federazione Italiana Canottaggio Sedile Fisso, con circa una ventina di imbarcazioni, che prevede gare in diverse località sebine e sul lago d'Endine. Campionati di voga vengono proposti anche per i ragazzi, associati alle gare per gli adulti.